# Ein Licht zwischen den Wolken
Ein Licht zwischen den Wolken (Originaltitel Streha mes reve) ist der zweite Spielfilm des albanischen Filmproduzenten und Theaterregisseurs Robert Budina, Bruder von Edmond Budina. Er wurde auf dem Filmfest München 2019 gezeigt und kam am 19. September 2019 in die deutschen Kinos. Thema des Filmes ist die religiöse Toleranz in einer Welt der zunehmenden unversöhnlichen Gegensätze.

## Handlung
Der Hirt Besnik hütet die Ziegen eines albanischen Bergdorfes, in dem Muslime und Christen leben. Er ist ein gläubiger Muslim. Sein Vater ist Kommunist und war Anhänger des Regimes von Enver Hoxha. Er verhinderte gewaltsam, dass Besnik seine Liebe, ein Mädchen aus einer Familie, die nicht in das kommunistische Raster seines Vaters passte, heiraten konnte. Seitdem hat Besnik psychische Probleme. Manchmal überfallen ihn Geräusche. Er gilt im Dorf als behindert, ist aber allgemein anerkannt als zuverlässiger Hirte und gläubiger Muslim. Die Schulkinder lieben ihn, weil er mit ihnen Fußball spielt. Seine Mutter war Katholikin, starb aber früh. Sein Bruder mit Familie emigrierte wegen der Lebensbedingungen nach Griechenland und nahm den griechisch-orthodoxen Glauben an, um dort besser anerkannt zu werden. Seine Schwester lebt als gläubige Muslimin mit der Familie in Albanien. Nun lebt er allein mit seinem Vater im Dorf und pflegt den Todkranken aufopferungsvoll.
Nach einem intensiven Gebet auf der Weide hat Besnik eine Eingebung. Nach dem Gebet in der alten Moschee des Dorfes legt er unter dem Innenputz einen rötlichen Fleck frei, zum Befremden des Imam. Der Imam bringt ihn dazu, diesen wieder mit Putz zu verschließen. Aber noch ehe das ausgeführt werden kann, kommen zwei Frauen vom Denkmalschutz aus Tirana, die von dem Fleck erfahren hatten. Sie erzählen die Geschichte der Moschee. Sie war vor der Eroberung durch die Osmanen in der zweiten Hälfte des 15. Jahrhunderts eine Kirche und wurde unter osmanischer Herrschaft in eine Moschee umgewidmet. Die Osmanen erlaubten aber die Doppelnutzung durch Muslime und Christen. Dieser rötliche Fleck war ein Teil des christlichen Freskos, das die beiden Restauratorinnen wieder freilegen und wiederherstellen können. Besnik stößt an, dass man diese Doppelnutzung doch wiedereinführen könnte, zumal die Christen des Dorfes einen weiten Weg zurücklegen mussten, um zu einer Kirche zu kommen. Die islamische Gemeinde des Dorfes stimmt dieser Doppelnutzung zu. Besnik darf zusammen mit einer der Restauratorinnen, Vilma, dieses Angebot an den katholischen Priester in der fernen Kirche bringen. Dieser ist unsicher und misstrauisch ob dieses ungewöhnlichen Angebotes. Er will darüber nachdenken.
Besniks Bruder mit Familie und auch seine Schwester mit Familie kommen, um den todkranken Vater zu besuchen, aber auch, um sich ihres Erbteiles zu versichern. Eindrucksvoll das gemeinsame Essen: der kommunistische Vater, Besnik, die islamische Familie der Schwester und die christliche Familie des Sohnes an einem Tisch. Da kommt es zu Missverständnissen, die aber durch die Autorität des Vaters nicht eskalieren.
Vilma findet den scheuen Besnik anziehend. Auf einer Bergwanderung übernachten beide auf Besniks Almhütte. Sie entdeckt, dass Besnik schnitzt, erkennt sein besonderes Talent. Sie bekundet das Interesse an Besnik beim Lagerfeuer. Doch Besnik ist zu scheu, so dass ihr Kussversuch misslingt. Auch Besnik empfindet etwas für Vilma, auch seine Annäherung misslingt an seinem Gefühl des Unvermögens. So schläft Vilma in der Hütte, während Besnik am Lagerfeuer seine Frauenfigur fertig schnitzt. All seine Gefühle kann er nur im Schnitzwerk ausdrücken.
Misstrauisch beäugen die islamischen Dorfbewohner und Besniks Schwester das sich anbahnende Verhältnis von Besnik und Vilma. Die Schwester erklärt Vilma, dass Besnik psychisch krank sei, die islamischen Dorfbewohner meinen, dass Besnik die Doppelnutzung der Moschee ihnen nur eingebrockt hat, weil er von Vilma gesteuert wurde, zumal christliche Dorfbewohner noch auftrumpfen und darauf hinweisen, dass die Moschee doch vorher eine Kirche war. Besnik erleidet einen psychischen Anfall und flieht. Als die Restaurierungsarbeiten beendet sind, verabschiedet sich Vilma traurig vom nun wieder scheuen Besnik. Sie schenkt ihm ein Schnitzmesser. Eine Geste der Hoffnung wenigstens für Besniks Gabe als Holzschnitzer.
Besniks Vater stirbt. Er hat in seinem Testament verfügt, dass derjenige das Gehöft bekommt, der Besnik versorgt. Das soll Alban, der christliche Bruder sein. Alban will daraufhin seine Schwester vom Hof vertreiben. Als Besnik das erfährt, schreitet er aktiv ein. Er zwingt Alban, zuzulassen, dass beide, er und seine Schwester, für ihn sorgen, und deshalb beide Familien das Gehöft bekommen. So wird der Hof zwischen beiden Familien geteilt. Doch angeblich sei nun für Besnik nur noch in der Scheune Platz. Der Versuch eines gemeinsamen Essens scheitert jetzt an den unterschiedlichen religiösen Ritualen. Das führt nun auch noch zur Teilung des gemeinsamen Tisches.
Besnik ist nun mehr bei seinen Ziegen, weil es ihm schwerfällt, sich in dem Vaterhaus der Separation aufzuhalten. Er fragt den Imam, warum alle ihren Gott lieben, aber sich die Menschen untereinander hassen. Doch als Zeichen der Hoffnung hält seine Nichte, die Tochter der islamischen Schwester, Kontakt zu ihm und bringt ihm das Essen. Sie erinnern sich gemeinsam der Kinderlieder der katholischen Mutter beziehungsweise Großmutter.
Am Ende des Filmes ist die gemeinsame Nutzung der Moschee durch die Katholiken und die Muslime gängige Praxis, auch wenn es dem Imam schwerfällt. Das Schlussbild: Der Hirte Besnik kommt mit seiner Herde direkt auf die Kinozuschauer zu.

## Produktion
Robert Budina gründete zusammen mit Sabina Kodra 2001 die albanische Filmgesellschaft ERAFILM Production Company. In Koproduktion mit der rumänischen Filmgesellschaft Digital Cube und mit Unterstützung des albanischen Fernsehens (Albanian National Center of Cinematography – RTSH) wurde der Film produziert.

## Rezeption
Britta Schmeis in der EPD-Filmkritik schreibt: „Budina erklärt nicht viel. … Budina lässt Besnik beobachten, der stets auf Distanz bleibt. … Der Filmemacher reißt viele Themen an, nicht nur den Streit zwischen den Religionen und der Frage nach Toleranz und dem fragilen Zusammenhalt von Gemeinschaften. Er lässt auch das einfache ländliche Leben auf die Moderne treffen. … Und doch ist dieser Film allemal sehenswert, ist er doch ein Plädoyer für Toleranz in wohltuend ruhigen Bildern und voller Poesie erzählt.“
Oliver Armknecht in Filmrezensionen.de schreibt: „Warum streitet ihr euch alle? – Eine Antwort darauf liefert der albanische Regisseur und Drehbuchautor Robert Budina nicht. Weder verrät er, ob Besnik nun tatsächlich eine besondere Beziehung zu Gott hat, noch ob es diesen Gott überhaupt gibt. Ein Licht über den Wolken spricht zwar sehr oft über Religion und die verschiedenen Glaubensrichtungen, bezieht aber keine Stellung. Der Film hält sich heraus aus dem Streit, was nur richtig ist. Wichtiger ist es, den Streit als solchen zu thematisieren und sich für ein Ende desselben einzusetzen.“
Heidi Strobel in der Filmdienst-Filmkritik schreibt: „Besniks Erscheinung hingegen steht für gelebte religiöse Toleranz. Er verkörpert mit seiner Vorstellung von Gottes Barmherzigkeit nicht nur eine liberale Richtung des Islams, sondern erinnert zugleich an zentrale Gestalten des Christentums. Mit ihm wird auf das Bild von Christus als gutem Hirten verwiesen. … Allerdings wächst dort, wo Streit und Zwietracht wüten, auch die Sehnsucht nach Liebe. So entspinnt sich eine zarte Liebesgeschichte zwischen der Restauratorin Vilma und dem Ziegenhirten Besnik. Die Seelenverwandten kommen sich im Gespräch über ihr Leben und die Kunst näher. Denn Wahrheit, Schönheit und Barmherzigkeit sind Werte, die zwischen den Menschen Verbindung stiften.“